# Slightly Terrific
Pour plus de détails, voir Fiche technique et Distribution.
Slightly Terrific est un film américain réalisé par Edward F. Cline, sorti en 1944.

## Fiche technique
- Titre : Slightly Terrific
- Réalisation : Edward F. Cline
- Scénario : Stanley Davis et Edward Dein
- Photographie : Paul Ivano
- Montage : Norman A. Cerf
- Pays de production : États-Unis
- Format : Noir et blanc - 1,37:1
- Genre : comédie et film musical
- Date de sortie : 1944

## Distribution
- Leon Errol : James P. Tuttle / John P. Tuttle
- Anne Rooney : Julie Bryant
- Eddie Quillan : Charlie Young
- Richard Lane : Mike Hamilton
- Betty Kean (en) : Marie Mason
- Ray Malone (en) : Joey Bryant
- Lillian Cornell (en) : Gypsy Queen
- Donald Novis (en) : Patrick Michael O'Toole
- Lorraine Krueger (en) : Peggy